# Aw/As-Klimate

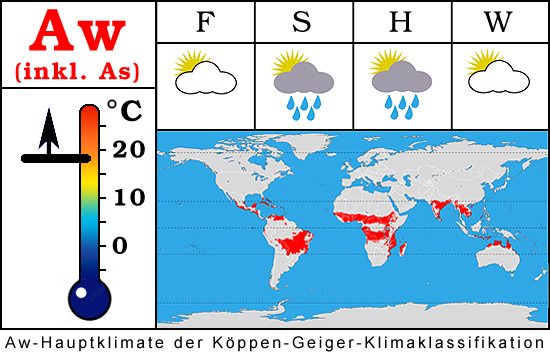
Jeder Monat > 18 °C
Aw = wintertrocken
As = sommertrocken

Die Aw/As-Klimate (oft nur Aw genannt) – meist Savannenklima(te) genannt, in englischsprachigen Veröffentlichungen heute vorwiegend als Tropical savanna climate (= Tropische Savannenklimate) bezeichnet – sind eines der elf Hauptklimate der effektiven Klimaklassifikation nach Köppen & Geiger (1918 bis 1961). Es grenzt die Klimate der tropischen Feuchtwälder und Feuchtsavannen sowie die feuchteren Bereiche der Klimate der tropischen Trockenwälder und Trockensavannen nach festgelegten thermischen und hygrischen Grenzwerten ein und untergliedert die Klimaklasse A zusammen mit dem Af-Klima (und ggf. Am). Aw ist die häufige wintertrockene Variante, As die seltene sommertrockene. Da die Jahreszeiten „Sommer“ und „Winter“ in den Tropen thermisch nur geringfügig voneinander abweichen, spielt es keine Rolle, in welchen Monaten die Trockenzeit liegt.
Köppens Grenzwerte sind (trotz oder wegen der erheblichen Vereinfachungen im Vergleich mit anderen Systemen) bis heute weltweit die am häufigsten verwendeten Klimaschlüssel in klimageographischen Zusammenhängen.

## Bezeichnung und Klassifikation
Um Verwechslungen mit den Klimaten anderer Systeme oder den „klassischen“ Klimazonen zu vermeiden, empfahl bereits Köppen, vorrangig die kryptischen Bezeichnungen zu verwenden.
Die insgesamt 30 Klima-Untertypen dieses Systems sind durch jeweils zwei oder drei Buchstaben gekennzeichnet, die für bestimmte Wärme- und Wassermangelgrenzen für den Pflanzenwuchs stehen (Schwellenwerte und Andauerzeiten der Temperaturen und Niederschläge). Sie bilden die wesentlichsten klimatischen Ansprüche der großen Pflanzenformationen der Erde ab. Trotz einiger fachlicher Unzulänglichkeiten hat sich die Klimakarte von Köppen & Geiger in der Klimageographie weltweit in etlichen (etwa digitalen) Überarbeitungen und Ableitungen etabliert.

## Grenzwerte
A = Jeder Monat eines Jahres ist wärmer als 18 °C.
w/s = Mindestens ein Trockenmonat. Die mittlere Niederschlagsmenge des trockensten Monats beträgt weniger als 60 mm und auch weniger als 4 % der jährlichen Niederschlagsmenge.
w = Trockenzeit im Winterhalbjahr (meistens) oder

, Datengrundlage: 1980–2016

s = im Sommerhalbjahr (selten).

## Ausprägung und Verbreitung
Die vorherrschenden Vegetationstypen sind vor allem Feuchtsavannen, feuchtere Anteil der Trockensavannen sowie regengrüne/trockenkahle Monsun- und Trockenwälder. Köppens Klimaschlüssel ist trotz der wenigen Parameter relativ gut geeignet, die Grenzen dieser Vegetationstypen nachzubilden (siehe auch Vor- und Nachteile der Köppen-Klassifikation).
Savannenklimate gehören zu den größten Makroklimaten der Erde: Schwerpunkte sind die äußeren Tropen in Süd- und Mittelamerika (Küstenbereiche Zentral-Mexikos, Kuba, die größten Teile Süd-Floridas, die Bahamas, die gebirgigen Teile Hispaniolas und einige der kleinen Antillen, Teile Nord-Kolumbiens, die Nordhälfte Venezuelas, im westlichen Andenvorland Ecuadors und teilweise auf den Galapagosinseln sowie über ganz Zentral-Brasilien (Cerrado) bis in den Osten Boliviens und Paraguays); eine enorm große Fläche in Afrika (von der Westküste um den 13. Breitengrad Nord in einer relativ gerade Linie bis in die flacheren Teile Äthiopiens und um den 11. Breitengrad Süd bis zur Ostküste; ausgenommen ist neben den feuchttropischen Klimaten um den Äquator nur das Horn von Afrika einschließlich weiter Teile Kenias und großer Flächen Tansanias, während das Aw-Klima im Süden Ostafrikas weit nach Süden reicht und noch große Teile Mosambiks und West-Madagaskars umfasst); große Flächen in Süd- und Südostasien (Ost-Indien bis zum nördlichen Wendekreis und die größten Teile Südostasiens bis hin zur chinesischen Insel Hainan, kleinere Flächen auf einigen Inseln der Philippinen und große Teile der südlichen Sundainseln); sowie fast das gesamte nördliche Drittel Australiens. Auf den pazifischen Inseln kommt das Klima nur vereinzelt vor (etwa auf den mittleren Inseln der Hawaii-Gruppe). Weltweit reicht der Aw/As-Typ nur an wenigen Stellen unweit über die Wendekreise hinaus.

### Beispiele
- Kingston, Jamaika (Aw)[9]
- Várzea Grande (Mato Grosso), Brasilien (Aw)[10]
- Mombasa, Kenia (As)[11]
- Kupang, Timor, Indonesien (Aw)[12]
- Darwin, Northern Territory, Australien (Aw)[13]
- Honolulu, Hawaii, USA (As)[14]

## Vergleiche
Das „Tropische Feucht-Trocken-Klima“ Aw nach Trewartha wird über die Temperatur des kältesten und die Zahl der trockenen Monate definiert und die „Tropisch-humiden Feuchtklimate“ V.2. und 2.a sowie die „Wechselfeuchten Tropenklimate“ V.3. nach Troll & Paffen über die Anzahl der humiden Monate und die natürliche Vegetation.
Im Vergleich mit den tatsächlichen Vegetationszonen umfassen Köppens Aw/As-Klimate Richtung Äquator große Flächen, die mit tropischem Regenwald bestanden sind, während in den Randtropen große Savannenflächen (insbesondere Trockensavannen) nicht abgedeckt werden und bereits zu den BS-Klimaten gehören. Bei den regengrünen Tropenwäldern sind die Übereinstimmungen sehr uneinheitlich, sie reichen bei Köppen in weiten Teilen in den Bereich der Cw-Klimate sowie in einigen tropischen Gebirgen der Cs-Klimate.